# Tony Settember
Anthony "Tony" Settember (10 de julho de 1926 – 4 de maio de 2014) foi um automobilista norte-americano nascido nas Filipinas que participou de 7 Grandes Prêmios de Fórmula 1 entre 1962 e 1963. Mesmo representando os Estados Unidos no automobilismo, é o único piloto filipino a ter pilotado um carro de Fórmula 1.
Das sete etapas em que esteve presente, Settember não largou apenas no GP da Itália de 1963, quando pilotava um carro da Scirocco-Powell em parceria com a BRM - representou a Emeryson na temporada anterior, quando fez sua estreia na F-1 aos 36 anos.
Faleceu em 4 de maio de 2014, em Reno (Nevada), aos 87 anos de idade.